# Voladero
Voladero är en ort i Mexiko.   Den ligger i kommunen Santa María Chilchotla och delstaten Oaxaca, i den sydöstra delen av landet, 280 km sydost om huvudstaden Mexico City. Voladero ligger 727 meter över havet och antalet invånare är 185.
Terrängen runt Voladero är bergig åt nordväst, men åt sydost är den kuperad. Runt Voladero är det ganska tätbefolkat, med 139 invånare per kvadratkilometer. Närmaste större samhälle är Huautla de Jiménez, 17,8 km sydväst om Voladero. I omgivningarna runt Voladero växer i huvudsak städsegrön lövskog.